# Drożżyno (rejon ugrański)
Drożżyno (ros. Дрожжино) – wieś (dieriewnia) w Rosji, w obwodzie smoleńskim, w rejonie ugrańskim. W 2010 liczyła 125 mieszkańców.